# Roodoogtortel
De roodoogtortel (Streptopelia semitorquata) is een vogel uit de familie van de duiven (Columbidae).

## Kenmerken
De vogel is gemiddeld 30 cm lang en weegt 162 tot 310 gram. De roodoogtortel is zeer nauw verwant met de treurtortel (S. decipiens), Turkse tortel (S. decaocto) en izabeltortel (S. roseogrisea). Deze tortel lijkt sterk op de in Europa voorkomende Turkse tortel. De roodoogtortel heeft een rode ring om het oog en ook een rode iris. Verder is deze tortel groter dan de treurtortel en de izabeltortel die soms in dezelfde habitat voorkomen.

## Verspreiding en leefgebied
Deze soort komt wijdverspreid voor inAfrika bezuiden de Sahara, Saoedi-Arabië en Jemen.
Deze tortel komt voor in bebost gebied en ook in mangrove, bij boerderijen en in parken en tuinen in steden. Belangrijke voorwaarde is de aanwezigheid van grote bomen in de buurt van water. De vogel mijdt tropische regenwoud (behalve de randen).

## Status
De grootte van de wereldpopulatie is niet gekwantificeerd. Men veronderstelt dat de soort in aantal vooruit gaat. Om deze redenen staat de roodoogtortel als niet bedreigd op de Rode Lijst van de IUCN.